# Hyaleucerea myrrhine
Hyaleucerea myrrhine är en fjärilsart som beskrevs av Hermann Burmeister 1878. Hyaleucerea myrrhine ingår i släktet Hyaleucerea och familjen björnspinnare. Inga underarter finns listade i Catalogue of Life.